# Lais Ribeiro

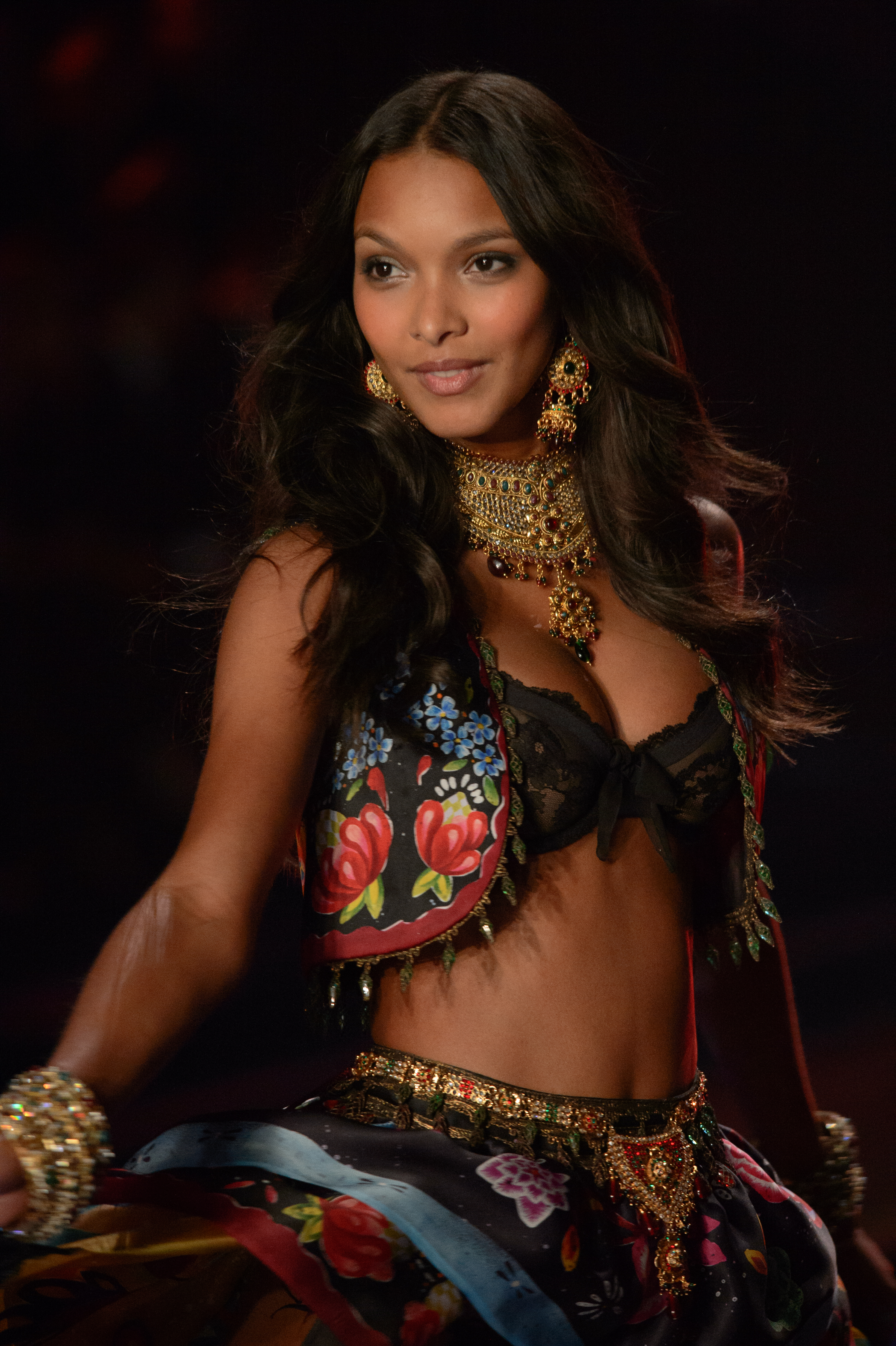
Lais Ribeiro

Lais Ribeiro (* 5. Oktober 1990 in Teresina) ist ein brasilianisches Model.
Lais Ribeiro begann das Modeln mit 19 Jahren. Sie lief auf Modenschauen von Chanel, Louis Vuitton oder Gucci und war in Anzeigenkampagnen von Polo Ralph Lauren, Dior oder Tom Ford zu sehen. Ribeiro bekam vor 2010 ihr erstes Kind.
Von 2010 bis 2018 lief sie bei den alljährlichen Victoria’s Secret Fashion Shows (außer 2012) und war ab 2015 ein Victoria’s Secret Angel.
Seit September 2019 ist sie mit dem Basketballspieler Joakim Noah verlobt.